# Amara quenseli
Amara quenseli là một loài bọ cánh cứng ăn hạt thuộc họ Bọ chân chạy. Loài này có ở châu Âu và Bắc Á (ngoại trừ Trung Quốc) và Bắc Mỹ.

## Phân loài
Có hai phân loài của Amara quenseli được ghi nhận:
- Amara quenseli quenseli (Schönherr, 1806) i c g
- Amara quenseli silvicola Zimmermann, 1832 c g

Nguồn dữ liệu: i = ITIS, c = Catalogue of Life, g = GBIF, b = Bugguide.net